# شهرستان بلین (اکلاهما)
شهرستان بلین، اکلاهما (به انگلیسی: Blaine County, Oklahoma) شهرستانی در ایالات متحده آمریکا است که در اکلاهما واقع شده‌است.

## خصوصیات
شهرستان بلین ۲٬۴۳۲ کیلومترمربع مساحت دارد.